# Opmünden
Opmünden – dzielnica (Ortsteil) gminy Bad Sassendorf w powiecie Soest, w kraju związkowym Nadrenia Północna-Westfalia, w rejencji Arnsberg.

## Demografia
Według spisu ludności z 2015 roku, w Opmünden mieszkało 176 mieszkańców.

## Historia
Opmünden po raz pierwszy zostało wspomniane około 900 roku jako Upmenni. Z biegiem lat nazwa ulegała wielokrotnej zmianie; w 1269 roku nazywała się Ůpmene, w 1288 Opmene, około 1340 roku Upmene, w 1414 Opmunde, w 1603 Opmuende. Obecna jej nazwa została wspomniana po raz pierwszu w 1658 roku.

### Reorganizacja gmin
Według ustawy z 24 czerwca 1969 roku (niem. Gesetz zur Neugliederung des Landkreises Soest und von Teilen des Landkreises Beckum, § 7, Opmünden jest dzielnicą gminy Bad Sassendorf.

## Polityka
Burmistrzem dzielnicy (niem. Ortsvorsteher) jest Björn Hölter.

## Transport
Opmünden leży tuż obok autostrady A44.